# Margański & Mysłowski EM-10 Bielik
L'EM-10 Bielik, d'abord nommé Iskra II, est un prototype d'avion d'entraînement à bas coût conçu par Margański & Mysłowski en 2003. Le développement de l'avion est resté au stade de prototype démonstrateur technologique et il n'est pas entré en production de masse.

## Histoire

### Conception

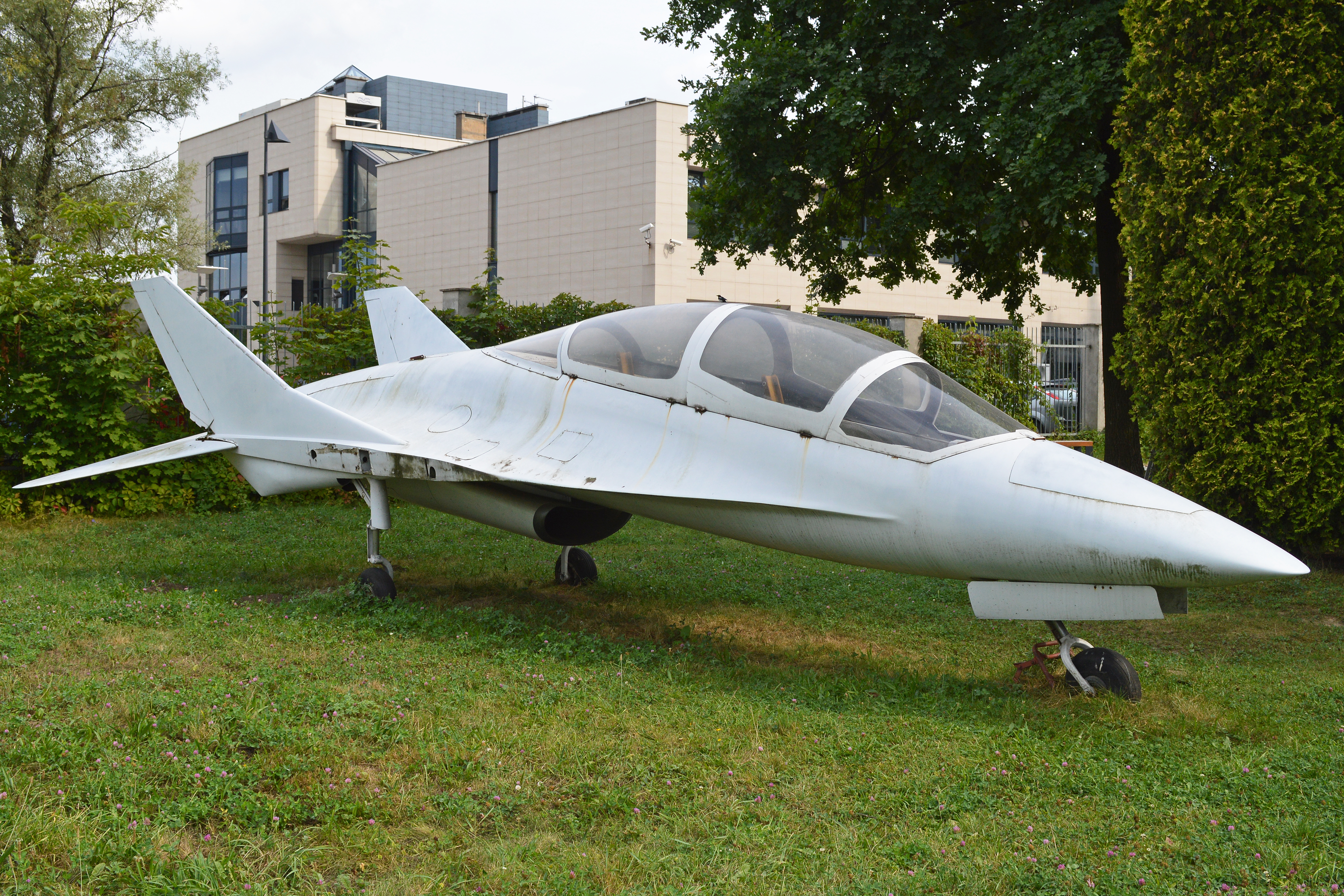
La maquette du futur projet EM-10 au Musée de l'aviation polonaise

Le projet d'un avion d'entraînement tout en composite naquit dans l'entreprise où travaillait Edward Margański dès 1997. Avec l'aide de Krzysztof Kubala (PhD), Edward Margański conçut en moins de 2 ans une maquette à taille réelle du projet. Elle fut présentée en mai 1999 aux membres du Conseil National de l'Aviation (de Pologne) avec des schémas pour en faire un avion militaire. Cette maquette fut donnée au Musée de l'aviation polonaise par Edward Margański en 2002.
Avec son équipe d'ingénieurs, Edward Margański a commencé dès 1999 la conception de cet avion à réaction d'entraînement à bas coût à base de matériaux composites. Le développement du prototype a été financé par des fonds de partenaires privés (environ 2,5 millions de PLN fournis par Andrzej Izdebski et Włodzimierz Mysłowski qui ont aussi participé au projet) et une subvention du comité de la recherche scientifique polonais d'un montant de 2,5 millions de PLN. Baptisé Iskra II, le projet de prototype ne prévoyait pas l'équipement d'armes ou de systèmes de gestion de combat, mais à être un simulateur de vol pour l'évaluation des divers types d'armes et d'équipements tout en réduisant les coûts par l'utilisation d'installations aéronautiques civiles. Il a été entièrement développé par conception informatisée et a été le premier avion en Pologne à utiliser une aussi large gamme d'aérodynamique computationnelle.

### Historique
Le prototype du projet ISKRA II a été baptisé EM-10 Bielik du nom du rapace Pygargue à queue blanche par le public après un concours lancé par le journal  Silesian Tribune lors des manifestations aéronautiques de Katowice et Radom. Il parfois connu aussi sous le nom de ZRPSL EM-10 Bielik ou ZRiPSL EM-10 Bielik plutôt que Margański & Mysłowski EM-10 Bielik car au moment de sa conception l'entreprise s'appelait encore officiellement Zakład Remontów i Produkcji Sprzętu Lotniczego.
Presque achevé, le prototype fut présenté au public en septembre 2001. Les deux pilotes sont assis en tandem l'un derrière l'autre dans un cockpit pressurisé et sur des sièges éjectables. C'est un avion à ailes médianes avec une double queue verticale. Le train d'atterrissage est rétractable. L'aile, qui a un profil supercritique, a des lattes et les ailerons servent également de freins d'atterrissage.
Le premier vol du prototype (immatriculation SP-YEM) prévu avant la fin 2001 dut être repoussé à cause du problème de livraison du moteur K15 ou J15. Le prototype fut transporté à Mielec pour des tests en novembre 2002. Ce premier vol se déroula finalement le 4 juin 2003,.. Ce vol permit de voir que le contrôle longitudinal de l'avion était problématique par un manque de poussée du moteur. Après des modifications, le deuxième vol se déroula le 9 juillet suivant et les essais aériens de stabilité et de contrôlabilité purent être effectués,.
Il était en réalité peut-être plutôt un démonstrateur et ne fut pourvu que d'un seul siège éjectable, le matériel d'enregistrement de données étant installé à la place arrière. L'appareil se comportait correctement en vol et les défauts, apparemment mineurs, furent corrigés. En 2003, il fut présenté au salon des micro-jet Aero 2003 de Friedrichshafen. L'appareil était toujours présent au registre des appareils polonais en 2006.
2 versions étaient initialement prévues,:
- EM-10A Bielik  pour la version d'entraînement militaire primaire et avancé, planifié pour tester en vol des systèmes de contrôle d'armes et de l'électronique de combat pour environ 200 à 300 kg[13]
- EM-10B Fenix pour la version civile générale pour l'entraînement primaire et avancé et aussi pour la voltige. prévu aussi pour être avion-taxi de moyenne distance. Destinée à l'export[13].

### Aspects techniques
Le fuselage
La structure du fuselage est construite en trois parties :
- partie avant - (composite en fibre de verre), comprenant une cabine de pilotage pressurisé biplace en configuration tandem, train d'atterrissage avant d'une roue de diamètre 15,2 cm, compartiment électronique et réservoir de carburant avant
- partie médiane - (composite en fibre de verre), abrite le réservoir de carburant principal d’une capacité de 850 litres[14], train d’atterrissage tricycle principal (2 roues de diamètres 49,5 cm) et systèmes d'hydrauliques, de carburant et d'électroniques. La partie médiane pouvait embarquer sous le ventre 2 réservoirs en tandem supplémentaires d'une capacité totale de 1 100 litres cumulés[8].
- partie arrière - (alliage) comprend le compartiment du moteur, construit avec une structure en alliage léger renforcée par des éléments en titane.

La plupart des structures de l'EM-10 sont constituées d'un composite renforcé de fibre de carbone.
Les ailes
Elles sont en position médiane basse avec  une double dérive en flèche implantée à la racines des ailes
Le moteur
Le moteur K-15 prévu à l'origine et qui équipe l' avion PZL I-22 Iryda n'a pas pu être acquis et l'EM-10 a été redessiné pour le moteur américain General Electric CJ610 d'un Learjet prêté.
Systèmes de contrôle
La version de base du prototype contenait un système de commande mécanique latérale et longitudinale avec support hydraulique. Il était prévu un système de contrôle informatisé indirect pour simuler les caractéristiques de vol de divers avions y compris d'appareil lourds. Le système d'alimentation de l'avion est hydraulique et conçu pour alimenter le train d'atterrissage, les volets et les freins à air et le frein du train d'atterrissage, ainsi que le servofrein du système de direction.
Dans la version militaire et civile de base, l'avion devait avoir un équipement de radionavigation standard. Dans la version qui devait être développée pour l'entraînement militaire de base, un système de simulation de combat,.
Ce projet a permis le démarrage d'au moins deux programmes de recherche :
- Aircraft Control System par l'entreprise ZRiPSL
- SHARV - Scaled High Angle Research Vehicle par l'université de Varsovie sous la direction de Marcin Szender (Warsaw University of Technology). Le SHARV était un modèle réduit télécommandé de l'EM-10 Bielik destiné à tester différents équipement (longueur de l'appareil : 2 m; envergure : 1,3 m; Poids maximum embarqué : 18 kg; Charge alaire : 38 kg/m2 ; puissance moteur : 120 N)[19]

### Livres
- (en) Paul Jackson, MRAeS, Jane's all the World's Aircraft 2004-2005, London (UK), Jane's Publishing Group, 2004 (ISBN 0-7106-2614-2), p. 370-371.
- (pl) A. Morgała, « Kierunki rozwoju samolotów wojskowych w Polsce w drugiej połowie XX w », dans Stanisław Januszewski, Lotnictwo stulecie przemiany, Wrocław, Fundacja Otwartego Muzeum Techniki, 2003, 600 p. (ISBN 8390435764, présentation en ligne)
- (pl) Maciej Stanisławski, « Awiator », dans Polskie projekty : Projektowania i Konstrukcji In¿ynierskich, vol. 10, t. 13, 2008 (lire en ligne), p. 81

### Journaux
- (pl) Edward Margański, « Krótka historia Bielika », Skrzydlata Polska, Agencja Lotnicza Altair, vol. 11, no 2457,‎ 2017, p. 20-30 (ISSN 0137-866X)
- (pl) J. Liwiński, « Rejestr polskich statków powietrznych 2006 », Przegląd Lotniczy Aviation Revue, no 2,‎ 2006
- (pl) KZ, « Bielik oblatany! », Lotnictwo, no 4,‎ 2003

### Liens web
- « ZRPSL EM-10 Bielik », sur aviationsmilitaires.net, 2016 (consulté le 29 avril 2021)
- (en) Edward Margański, « Presentation of EM-10 „BIELIK” project », sur stefenelli.com, mars 2004 (consulté le 29 avril 2021).
- (en) Polish Aviation Museum, « Aeroplane: EM-10 Bielik (mock-up) », sur muzeumlotnictwa.pl, Malopolska Region (consulté le 29 avril 2021)
- (pl) « EM-10 "Bielik", 2003 ("Iskra II", "Fenix") », sur samolotypolskie.pl (consulté le 29 avril 2021)